# 麒麟卡里納
基兰·约翰·卡利南（英語：Kieran John Callinan，1986年1月21日—），艺名麒麟卡里納，是一位澳大利亞歌手、詞曲作家和吉他手。他還是Mercy Arms的創始成員之一，並且曾與Night Game、Jack Ladder and the Dreamlanders、馬克·朗森和Genesis Owusu合作過。 
被稱為澳大利亞地下搖滾音樂界的天才壞孩子，Callinan以其華麗的公眾形象、對抗性的現場表演和多元化的音樂作品而聞名。根據Spin雜誌的描述，他的音樂作品中，“才華、諷刺和真正的低俗品味之間的區別融合在一起，直到它們無法區分。” 卡利南表示，他作為音樂家的主要動力是“激發和困惑，……但如果沒有誠意，你無法長時間這樣做。” 
卡利南與眾多音樂家合作過，包括馬克·朗森、吉米·巴恩斯、詹姆斯·錢斯、亞歷克斯·卡麥隆、康南·莫克辛、卡洛琳·波拉切克、韋耶斯·布拉德、Pond、麥克·德馬科、休伯特·雷諾瓦、朱利安·费尔南多·卡萨布兰卡斯、創世紀·歐蘇、哨子手莫莉·路易斯以及尼爾和蒂姆·芬恩兄弟。巴恩斯、卡麥隆和路易斯出現在卡利南2017年的單曲《Big Enough》中；巴恩斯獨特的尖叫客串成為了网络迷因。

## 早期生活
基蘭·約翰·卡利南出生並在悉尼長大。 他的爸爸是布蘭登·卡利南，之前是澳洲酒吧搖滾樂團The Radiators的鍵盤手。  

## 音乐生涯

### 2005-2007：早年和 Mercy Arms

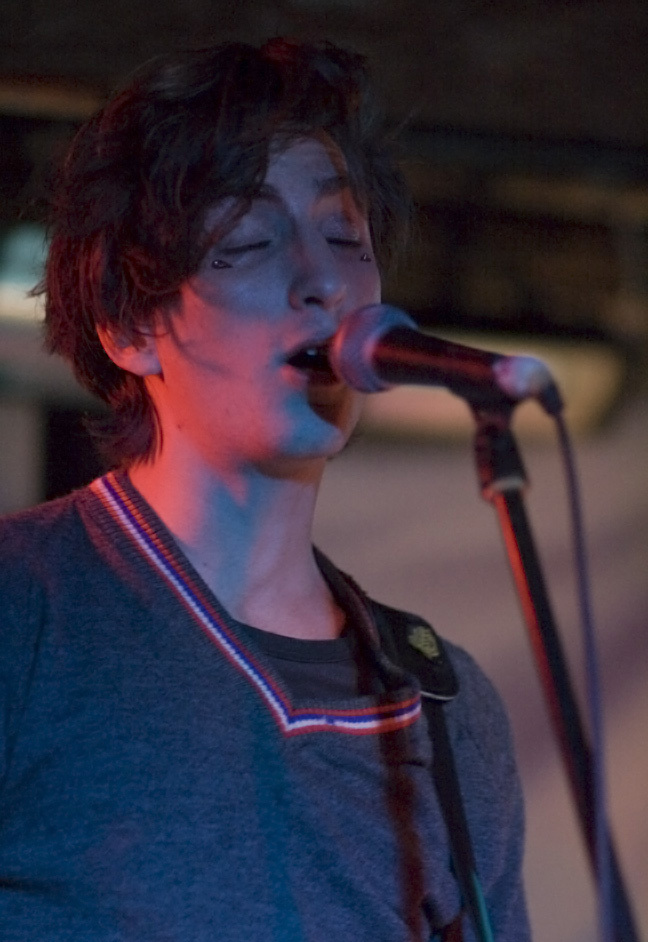
2008 年 5 月在墨尔本与Mercy Arms现场演奏

在2005年，他和吉他手兼主唱湯姆·摩爾、貝斯手阿什·莫斯以及鼓手朱利安·蘇德克一起組建了獨立搖滾樂隊Mercy Arms 。  利南和蘇德克住在同一地區：“我們小時候一起踢過足球，對抗過，也是隊友，所以我們的交情可以追溯到我們大概十四歲的時候。”Mercy Arms在2009年解散，解散地點是在Big Day Out珀斯站的舞台上。”  
基林也是悉尼後朋克樂隊The Valentinos的早期成員，他們的首張EP是由後來與基林·J合作，並擔任Embracism製作人的金·莫耶斯製作的，金·莫耶斯是The Presets的成員。 

## 唱片

### 专辑
| 标题               | 细节                                                                                           |
| ------------------ | ---------------------------------------------------------------------------------------------- |
| Am I a Woman, Yet? | - 发布时间：2008 年 - 标签: 麒麟卡里納 - 格式：CD、數位下载                                    |
| Embracism          | - 发布日期：2013 年 6 月 24 日 - 标签: 西伯利亚 (SIB011CD) - 格式：CD、LP、數位下载            |
| Bravado            | - 发布日期：2017 年 6 月 9 日 - 标签： 西伯利亚，可怕， EMI (5735778) - 格式：CD、LP、數位下载 |
| Return to Center   | - 发布日期：2019 年 6 月 17 日 - 标签：糟糕，EMI (7766194) - 格式：CD、LP、數位下载            |
| If I Could Sing    | - 发布日期：2024 年 2 月 2 日 - 标签: Worse Records - 格式：                                   |

## 外部連結
- 官方网站 （页面存档备份，存于）

- 麒麟卡里納的Facebook專頁